# Євген Сидоренко
Євген Сидоренко (нар. 19 березня 1989 року, Кишинів, МРСР) — молдовський футболіст, лівий вінгер грецького «Астераса Влахіоті».
З 2010 по 2019 рік грав за національну збірну Молдови.